# Aleksandr Griščuk
Aleksandr Igorevič Griščuk (rus. Александр Игоревич Грищук) (Lenjingrad, Rusija, 31. listopada 1983.), ruski je šahovski velemajstor. 
Najviši rejting u karijeri mu je bio 2746 koji je dosegao kolovoza 2011. godine. U rujnu 2011. mu je rejting po FIDA-i bio 2757, po čemu je bio 9. igrač na svijetu na FIDA-inoj ljestvici.